# Sihridż Wastani
Sihridż Wastani – wieś w Syrii, w muhafazie Al-Hasaka. W 2004 roku liczyła 870 mieszkańców.